# Tea Frogier
Pour les articles homonymes, voir Frogier.
Tea Priscille Frogier est une femme politique française.
Elle est ministre du Travail et du Dialogue social, de l’Emploi, de la Formation professionnelle, de la Recherche et de la Condition féminine dans le gouvernement de la Polynésie française depuis le 16 septembre 2014. En juillet 2017, à la suite de la démission de Nicole Sanquer, elle hérite des fonctions de Ministre de l’Education qui s’ajoutent à celles qu’elle occupe déjà. Nommée ministre de la Modernisation de l’administration, chargé du Numérique et de l’Energie dans le gouvernement Fritch 2018.

## Biographie
Elle est titulaire d'un doctorat en chimie organique soutenue en 1993 à l'université de Nice sous la direction de Roger Guedj.
Elle est conseillère technique au ministère de l'Environnement avant d'être nommée, en 2000, chef de la Délégation à la recherche. Elle est remplacée par Jean-Yves Meyer. Elle est représentante de la Polynésie française au comité national de l’Initiative française pour les récifs coralliens (IFRECOR). Elle reçoit les insignes de chevalier de la Légion d'Honneur le 3 juillet 2014 remises par Michel Laurent, président de l'Institut de Recherche pour le Développement (IRD).